# Kanton Les Aix-d’Angillon
Der Kanton Les Aix-d’Angillon  ist ein ehemaliger französischer Wahlkreis im Département Cher und in der Region Centre-Val de Loire. Er umfasste zwölf Gemeinden im Arrondissement Bourges; sein Hauptort (frz.: chef-lieu) war Les Aix-d’Angillon. Die landesweiten Änderungen in der Zusammensetzung der Kantone brachten im März 2015 seine Auflösung. Vertreter im Generalrat des Départements war zuletzt für die Jahre 1988–2015 Maxime Camuzat (PCF).
Der Kanton Les Aix-d’Angillon war 269,86 km2 groß und hatte 12.633 Einwohner (Stand: 2012).

## Gemeinden
| Gemeinde                 | Einwohner Jahr | Fläche km² | Bevölkerungsdichte | Code INSEE | Postleitzahl |
| ------------------------ | -------------- | ---------- | ------------------ | ---------- | ------------ |
| Les Aix-d’Angillon       | 1.901 (2013)   | 14,68      | 129 Einw./km²      | 18003      | 18220        |
| Aubinges                 | 334 (2013)     | 10,97      | 30 Einw./km²       | 18016      | 18220        |
| Azy                      | 487 (2013)     | 27,62      | 18 Einw./km²       | 18019      | 18220        |
| Brécy                    | 902 (2013)     | 39,63      | 23 Einw./km²       | 18035      | 18220        |
| Morogues                 | 409 (2013)     | 30,53      | 13 Einw./km²       | 18156      | 18220        |
| Parassy                  | 420 (2013)     | 26,02      | 16 Einw./km²       | 18176      | 18220        |
| Rians                    | 1.010 (2013)   | 32,41      | 31 Einw./km²       | 18194      | 18220        |
| Saint-Céols              | 17 (2013)      | 3,34       | 5 Einw./km²        | 18202      | 18220        |
| Saint-Germain-du-Puy     | 5.039 (2013)   | 21,63      | 233 Einw./km²      | 18213      | 18390        |
| Saint-Michel-de-Volangis | 474 (2013)     | 17,42      | 27 Einw./km²       | 18226      | 18390        |
| Sainte-Solange           | 1.178 (2013)   | 31,85      | 37 Einw./km²       | 18235      | 18220        |
| Soulangis                | 470 (2013)     | 13,76      | 34 Einw./km²       | 18253      | 18220        |